# Chrysopogon tadulingamii
Chrysopogon tadulingamii är en gräsart som beskrevs av Sreek., V.J.Nair och N.Chandrasekharan Nair. Chrysopogon tadulingamii ingår i släktet Chrysopogon och familjen gräs. Inga underarter finns listade i Catalogue of Life.